# Copper Mountain (Kolorado)
Copper Mountain – jednostka osadnicza w Stanach Zjednoczonych, w stanie Kolorado, w hrabstwie Summit.